# 根柄牛肝菌
根柄牛肝菌（學名：Boletus radicans），俗稱生根牛肝菌（rooting bolete）或發白牛肝菌（whitish bolete），是一種體形巨大且罕見的外生菌根真菌，通常會於夏季和秋季在落葉植物下生長。這種真菌有著一個蒼白色或淺黃色的菌蓋、黃色的氣孔和一個粗壯的菌柄。當碰傷或切割時菌肉會變成藍色。這種真菌是苦的，因此不供食用。

## 分類

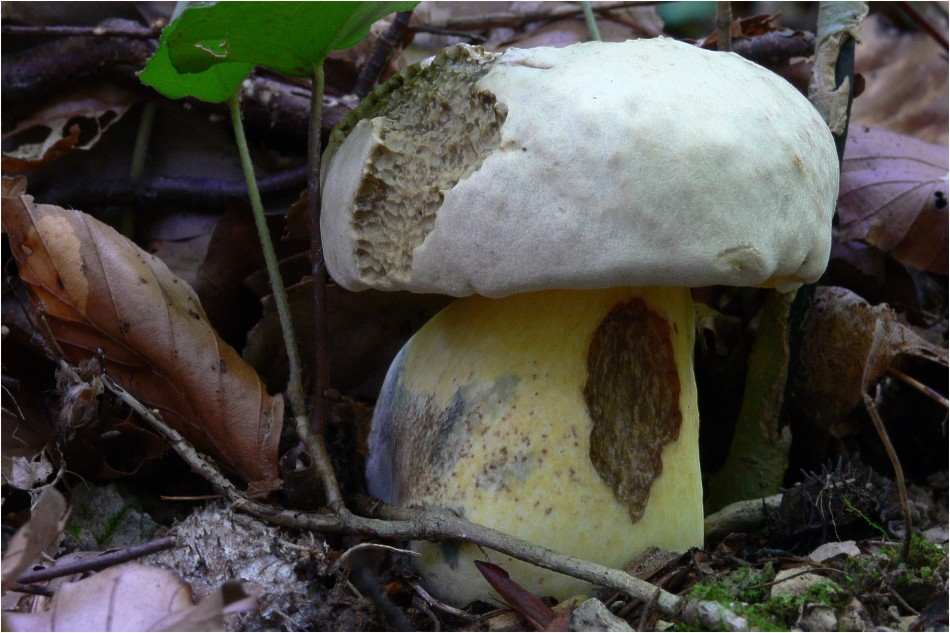
根柄牛肝菌特寫

根柄牛肝菌最早是由南非出生的真菌學家克里斯蒂安·亨德里克·珀森在1801年描述的。其學名源自拉丁文詞彙「lradic-」，意思是「根部」。卷边牛肝菌（Boletus albidus）後來亦成為了這種真菌的另一個學名。而這種真菌的俗稱「生根牛肝菌」和「發白牛肝菌」則分別源自其白色的菌蓋和生根的菌柄底部。

## 描述
根柄牛肝菌的菌蓋直徑為7.5–30厘米（3–10英寸），且顏色通常是骯髒的白色或淺黃色。從遠處看這種真菌的話，有時候還會讓人誤以為是一塊石頭。起初，這種真菌的菌蓋呈絨毛狀，但後來會漸漸從菌蓋中間向外破裂。其菌柄高度約為5–8厘米（2–3¼英寸），闊3–4厘米（1¼–1⅔英寸），經常，但不一定呈腫脹狀，並且有著一個生根的底部。菌柄的頂部呈明亮的檸檬黃色，並會隨著逐漸接近底部而變淡。其頂部亦有時候會出現淺稻草色的網狀結構。其菌肉呈淡黃色，而菌蓋部份的菌肉則呈白色。與部份牛肝菌真菌相同，當其菌蓋遭碰傷或切割時，就會變成淡藍色。其氣孔呈檸檬黃色，形狀小而圓，並會在被碰傷後變藍。其孢子印呈橄欖色或核桃褐色。

## 分佈及生境
根柄牛肝菌通常會在夏季和秋季出現，並且常在落葉植物下生長，尤以橡樹和櫸木為最。有時候，這種真菌會成群結隊地生長。這種真菌對生境的要求不高，並且能在英格蘭南部和歐洲其他地方的酸性土壤上生長。

## 可食性
儘管根柄牛肝菌並沒有毒，但是因為其味道很苦，所以不被用作食材，也不供食用。